# Ajit Singh
Ajit Singh (Meerut, 12 febbraio 1939 – Gurgaon, 6 maggio 2021) è stato un politico indiano.

## Biografia
Fondatore del partito Rashtriya Lok Dal, era figlio del Primo Ministro indiano Charan Singh.
Fu Ministro del Commercio e dell'Industria (1989-1990), Ministro dell'Agricoltura (2001-2003) e Ministro dell'Aviazione Civile (2011-2014).
Singh è morto nel maggio del 2021, per complicazioni da Covid-19. Aveva tre figli: un maschio e due femmine.